# 12e corps de réserve (corps de réserve royal saxon)
Pour les articles homonymes, voir 12e corps d'armée.
Le 12e corps de réserve (royal saxon) est une grande unité de l'armée saxonne pendant la Première Guerre mondiale.

## Histoire
Le corps est formé lors de la mobilisation du 2 août 1914 lors du déclenchement de la Première Guerre mondiale. Dans la formation de la 3e armée dirigée par le colonel-général von Hausen, il envahit la France et combat sur le front occidental tout au long de la guerre. Le corps est sous le commandement du général d'artillerie Hans von Kirchbach et le lieutenant-colonel von Koppenfels est chef d'état-major. Partant de la région de Malmedy, l'avancée à travers la province wallonne de Liège atteint la Meuse le 20 août. Le voisin de gauche est le 12e corps d'armée sous les ordres du général d'Elsa qui avance vers Dinant. Le 23 août, le franchissement de la Meuse est forcé, à l'aile droite (nord) de la 3e armée, le corps avec le 23e division de réserve s'empare du passage du fleuve à Ivoir et Houx et s'avance vers Warnant le lendemain. Sur l'aile gauche le 12e corps d'armée avec la 32e division d'infanterie achève la traversée de la Meuse à Houx, tandis que la 23e division d'infanterie combat toujours à Dinant.

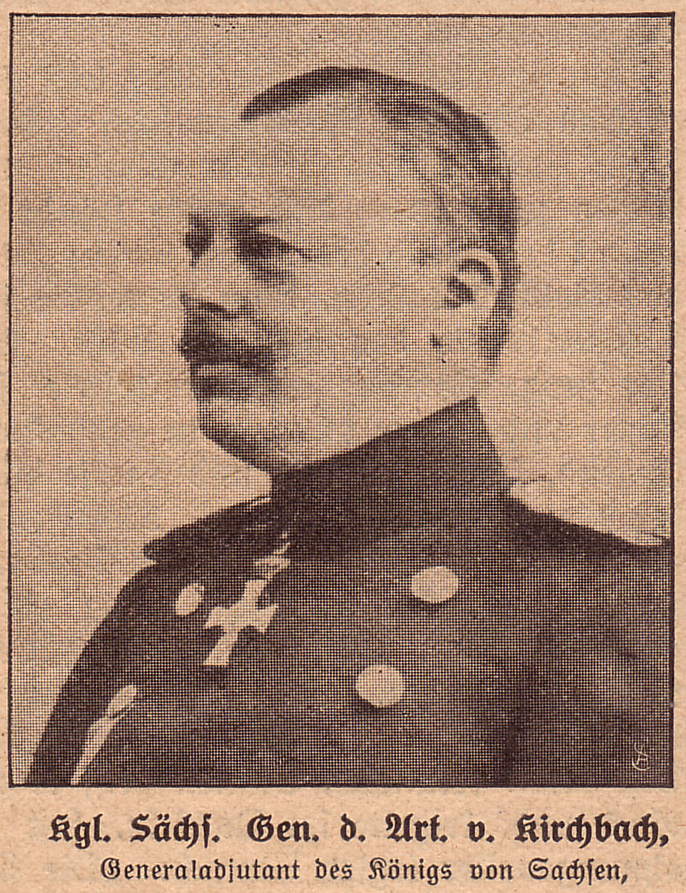
Général Hans von Kirchbach

Début septembre, le corps suit le 12e corps d'armée à l'Est de Reims vers le sud jusqu'à la Marne. Entre le 6 et le 10 septembre 1914 le 12e corps de réserve dans la bataille de la Marne, avec l'aile gauche de la 2e armée, le corps de la Garde, tente de poursuivre sa progression vers le sud à l'est de Fère-Champenoise en luttant contre le 11e corps français (général Eydoux). Suite au repli de la 2e armée, l'armée de Hausen doit également interrompre ses attaques et se replier le 11 septembre sur la ligne Mourmelon-Francheville le 11 septembre. Avant le début de la bataille de l'Aisne, le corps remonte la Vesle vers le nord et s'installe sur la ligne Prosnes - Saint-Hilaire entre le 10e corps de réserve (voisin de droite) et le 19e corps d'armée (de) avec de nouvelles positions défensives en Champagne. Le 16 février 1915, une attaque majeure de la 4e armée française lors de la bataille hivernale de Champagne, le corps de Kirchbach couvre la position d'Auberive, mais n'est pas dans le champ d'attaque direct.
Fin juillet 1916, le 12e corps de réserve est transféré à la 1re armée et remplace le 6e corps de réserve (Groupe Goßler) lors de la bataille de la Somme. La 8e division de réserve royale bavaroise (de) et la 23e division de réserve subordonnées prennent brièvement en charge la ligne de front Combles–Maurepas jusqu'à Cléry sur la Somme face à la 6e armée française. Le commandement général est libéré après seulement une semaine déjà par le 1er corps de réserve royal bavarois (Fasbender (de)) et entre en réserve jusqu'à la relève du 13e corps d'armée, engagé plus au nord. Fin août, le « groupe Kirchbach » se trouve à nouveau sur le front de défense avant, cette fois des deux côtés de Ginchy, avec les 56e et 111e division d'infanterie. Après la perte de Ginchy début septembre, ce secteur est transféré au 2e corps bavarois et le groupe Kirchbach est à nouveau limité à son ancien secteur à l'aile gauche près de Guillemont. À la mi-septembre 1916, lors de la première attaque de chars britanniques entre Flers et Courcelette, la 185e division d'infanterie et la 54e division de réserve, nouvellement subordonnées au commandement, tiennent l'arc de front occidental devant la ville menacée de Combles. Après la perte du pilier frontal de Combles et la réapparition du 13e corps d'armée wurtembergeois, le commandement de corps d'armée se trouvant dans la région de Morval est détaché. En novembre 1916, le corps a remplacé le 4e corps d'armée dans la région d'Arras, et est subordonné à la 6e armée et est donc appelé « Groupe d’Arras ». À la mi-décembre, le commandement de la 17e division d'infanterie et de la 23e division de réserve lui a été confié. Au milieu de l'année 1917, le corps d'armée forme le « groupe de Gand » dans l'arrière-pays de la 4e armée, dans la sécurisation des étapes, la 40e division d'infanterie et la 10e division d'infanterie royale bavaroise (de) sont temporairement subordonnées au commandement général à la mi-juin. Entre le 30 août 1917 et le 3 février 1918, le commandement est désigné comme « groupe Turya », puis, du 19 février au 5 juin, comme « groupe Bensdorf ».
À partir du 6 juin 1918, le commandement du corps sous la direction du lieutenant-général Leuthold est connu sous le nom de « Groupe Mihiel ». Lors de la bataille de Saint-Mihiel, la 192e division d'infanterie, la 5e division de Landwehr et, en tant que réserve, la 31e division d'infanterie sont subordonnées au commandement. Avec le « Groupe Combres » (commandement général du 5e corps d'armée) et le « Groupe Gorze » (57e corps (de)), l'arc de Saint-Mihiel doit être abandonné avant les attaques franco-américaines.

## Composition
Au début de la guerre, le corps est subordonnée à la 3e armée et structurée comme suit :
- 23e division de réserve (1re division de réserve royale saxonne)
  - 45e brigade d'infanterie de réserve
  - 46e brigade d'infanterie de réserve
  - Régiment de hussards de réserve saxon
  - Régiment d'artillerie de campagne de réserve
  - 4e compagnie du 12e bataillon du génie
- 24e division de réserve (2e division de réserve royale saxonne)
  - 47e brigade d'infanterie de réserve
  - 48e brigade d'infanterie de réserve
  - Régiment d'uhlans de réserve saxon
  - 24e régiment d'artillerie de campagne de réserve
  - 1er et 2e compagnie de réserve du 12e bataillon du génie

## Général commandant
| Rang                   | Nom                         | Date                                |
| ---------------------- | --------------------------- | ----------------------------------- |
| General der Artillerie | Hans von Kirchbach          | 2 août 1914 au 12 décembre 1917     |
| General der Infanterie | Horst Edler von der Planitz | 15 décembre 1917 au 23 juillet 1918 |
| Generalleutnant        | Max Leuthold (de)           | 24 juillet 1918 au 23 janvier 1919  |